# Orodesma obliqua
Orodesma obliqua är en fjärilsart som beskrevs av Todd 1964. Orodesma obliqua ingår i släktet Orodesma och familjen nattflyn. Inga underarter finns listade i Catalogue of Life.